# Hồ Achit
Hồ Achit (tiếng Mông Cổ: Ачит Нуур) là hồ nước ngọt lớn nhất trong aimag (tỉnh) Uvs của Mông Cổ, ở miền tây quốc gia này. Nó nằm ở cao độ 1.435 m trên mực nước biển với diện tích khoảng 297 km². Chiều dài tối đa đạt 28 km, chiều rộng trung bình 12 km (tối đa 18 km), và sâu trung bình 2,2 m (tối đa 5 m). Các bờ của nó được che phủ bằng các loại cỏ trên thảo nguyên, chủ yếu là dạng cỏ vùng đồi nhưng có các dạng cỏ đầm lầy tại vùng tây bắc và đông bắc. Một vài con sông nhỏ chảy vào hồ.